# Вілано-Біч (Флорида)
Вілано-Біч (англ. Vilano Beach) — переписна місцевість (CDP) в США, в окрузі Сент-Джонс штату Флорида. Населення — 2514 особи (2020).

## Географія
Вілано-Біч розташоване за координатами 29°55′51″ пн. ш. 81°17′58″ зх. д. / 29.93083° пн. ш. 81.29944° зх. д. (29.930846, -81.299546).  За даними Бюро перепису населення США в 2010 році переписна місцевість мала площу 4,64 км², з яких 4,59 км² — суходіл та 0,05 км² — водойми.

## Демографія
Згідно з переписом 2010 року, у переписній місцевості мешкало 2678 осіб у 1240 домогосподарствах у складі 800 родин. Густота населення становила 577 осіб/км².  Було 1588 помешкань (342/км²).
Расовий склад населення:
| - 96,1 % — білих - 1,0 % — азіатів - 0,6 % — корінних американців - 0,4 % — чорних або афроамериканців - 0,1 % — вихідців з тихоокеанських островів |

До двох чи більше рас належало 1,0 %. Частка іспаномовних становила 3,8 % від усіх жителів.
За віковим діапазоном населення розподілялося таким чином: 14,3 % — особи молодші 18 років, 64,8 % — особи у віці 18—64 років, 20,9 % — особи у віці 65 років та старші. Медіана віку мешканця становила 51,8 року. На 100 осіб жіночої статі у переписній місцевості припадало 99,3 чоловіків;  на 100 жінок у віці від 18 років та старших — 98,1 чоловіків також старших 18 років.
Середній дохід на одне домашнє господарство  становив 99 398 доларів США (медіана — 65 089), а середній дохід на одну сім'ю — 132 015 доларів (медіана — 92 773). Медіана доходів становила 60 167 доларів для чоловіків та 31 801 долар для жінок. За межею бідності перебувало 7,7 % осіб, у тому числі 3,7 % дітей у віці до 18 років та 3,1 % осіб у віці 65 років та старших.
Цивільне працевлаштоване населення становило 1475 осіб. Основні галузі зайнятості: освіта, охорона здоров'я та соціальна допомога — 22,2 %, науковці, спеціалісти, менеджери — 21,2 %, мистецтво, розваги та відпочинок — 14,0 %, виробництво — 11,9 %.